# Bibio rufitibialis
Bibio rufitibialis is een muggensoort uit de familie van de zwarte vliegen (Bibionidae). De wetenschappelijke naam van de soort is voor het eerst geldig gepubliceerd in 1938 door Hardy.